# St.-Ansgari-Kirche (Hatten)

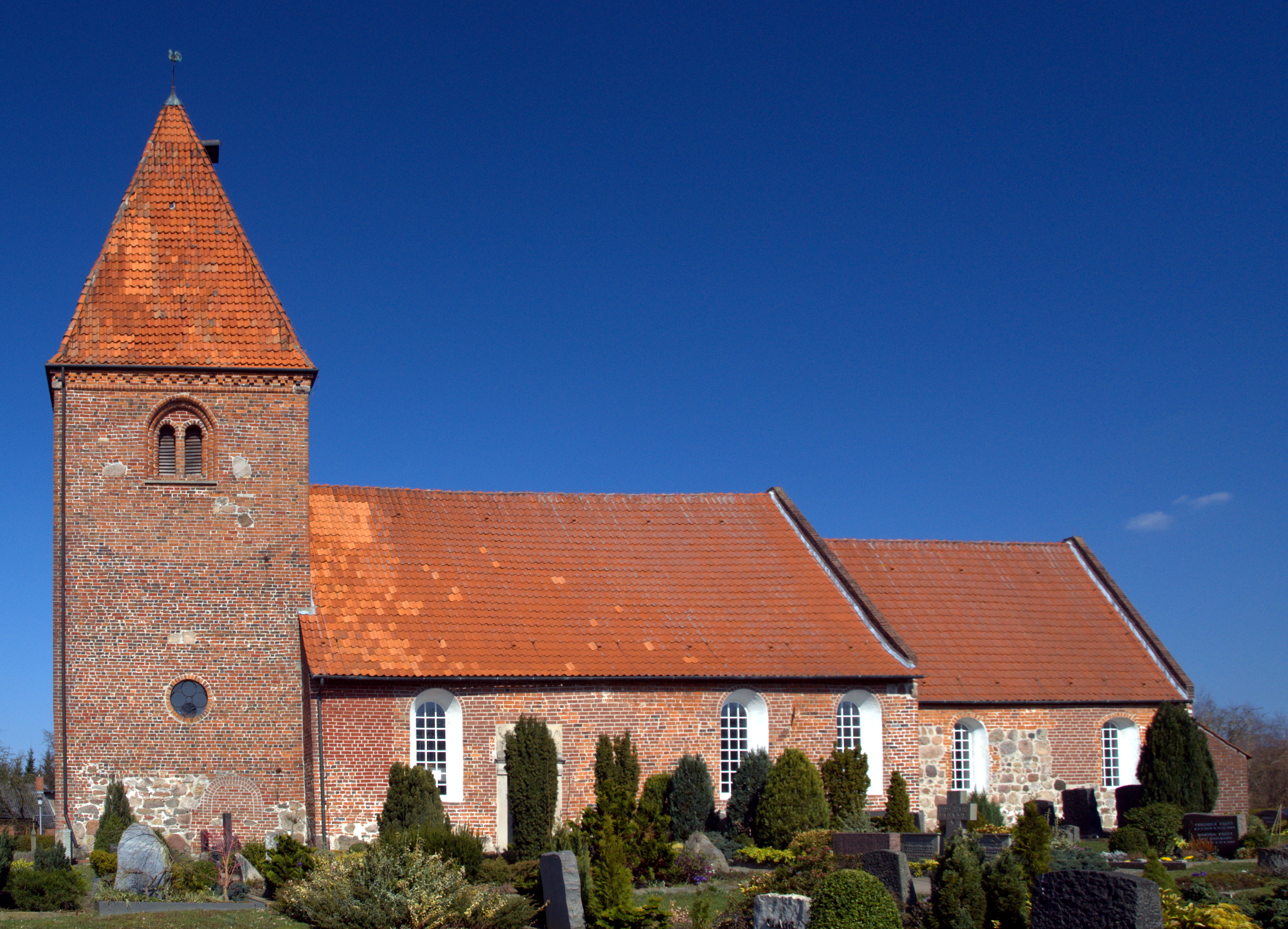
Ansicht von Süden

Die St.-Ansgari-Kirche in Kirchhatten, Gemeinde Hatten, ist die Pfarrkirche der Ev.-luth. Kirchengemeinde Hatten, die dem Kirchenkreis Delmenhorst/Oldenburg Land der Evangelisch-Lutherischen Kirche in Oldenburg angehört.

## Geschichte
Die erste Kirche in Hatten soll der Überlieferung nach 1195 als Sühne von den Mördern des Christian von Oldenburg († 1192) gestiftet worden sein. Die jetzige Kirche wurde in der Mitte des 13. Jahrhunderts erbaut, wobei Teile des Chors schon aus der Zeit der Stiftung stammen könnten. 1493 wurde die Kirche durch einen Brand beschädigt und kurz danach restauriert. Dabei wurde wohl der Chor erweitert. 1862 wurde ein Durchbruch zwischen Kirchturm und Kirchenschiff geschaffen.

## Beschreibung
Die romanische Saalkirche besteht aus einem zweijochigen Langhaus, einem eingezogenen, zweijochigen Chor mit geradem Abschluss und einem Westturm. Der Sockel wurde aus Granit errichtet, darüber wurde Backstein verwendet.
Vom ursprünglich im Langhaus vorhandenen Gewölbe sind nur Ansätze erhalten, es wurde 1682 abgebrochen und 1745 durch eine Holzbalkendecke ersetzt.
Der Chor wurde bei der spätgotischen Erweiterung mit Kreuzrippengewölbe mit Schildbögen und Gurtbögen ausgestattet. An der Giebelwand befinden sich drei gestaffelte Blendbögen und Strebepfeiler.
Die gekuppelten Klangarkaden im Turm sind rundbogig. Der Haupteingang zum Innenraum der Kirche erfolgt durch die Turmhalle. An der Südseite des Langhauses befindet sich zudem ein Portal, über dem ein Relief aus Sandstein mit der Jahreszahl 1718 angebracht ist.

## Ausstattung
In der Kirche sind Reste der ursprünglichen Wandmalerei erhalten. Das Triumphkreuz wurde  Ende des 15. Jahrhunderts gefertigt. Die Kanzel wurde 1747 gestiftet, die Emporen sind mit 1682 und 1743 datiert. Ein Epitaph stammt aus dem Jahr 1696, ein Abendmahlsgemälde ebenfalls aus dem Ende des 17. Jahrhunderts.

## Orgel
Die heutige Orgel wurde von Detlef Kleuker (Brackwede) gebaut und am 1. Advent 1976 (28. November 1976) eingeweiht. Sie verfügt über 16 klingende Register und ist die bislang vierte Orgel der Kirche. Die Disposition lautet:
| I Hauptwerk C–g3 |            |        |
| 01.              | Prinzipal  | 08′    |
| 02.              | Rohrflöte  | 08′    |
| 03.              | Oktave0    | 04′    |
| 04.              | Gemshorn   | 04′    |
| 05.              | Schwegel   | 02′    |
| 06.              | Mixtur 4f. | 01 ⁄3′ |

| II Brustwerk C–g3 |                  |                 |
| 7.                | Gedackt          | 08′             |
| 8.                | Hohlflöte        | 04′             |
| 9.                | Prinzipal0       | 02′             |
| 10.               | Glöcklein        | 01′             |
| 11.               | Sesquialtera 2f. | 02 ⁄3′ + 1 3⁄5′ |
| 12.               | Regal            | 08′             |
| 13.               | Tremulant        | 0               |

| Pedal C–f1 |             |     |  |
| 14.        | Subbaß 0    | 16′ |  |
| 15.        | Spitzoktave | 08′ |  |
| 16.        | Choralbaß   | 04′ |  |
| 17.        | Fagott      | 16′ |  |

- Koppeln: BW/HW, HW/P, BW/P